# Hayato Nukui
Hayato Nukui (japanisch 温井 駿斗 Nukui Hayato; * 14. November 1996 in Takatsuki) ist ein japanischer Fußballspieler.

## Karriere
Nukui erlernte das Fußballspielen in der Jugendmannschaft von Cerezo Osaka. Hier unterschrieb er 2015 auch seinen ersten Vertrag. Der Verein spielte in der zweiten japanischen Liga, der J1 League. Im Juli 2015 wurde er an den Suzuka Unlimited FC ausgeliehen. 2016 kehrte er zu Cerezo Osaka zurück. Am Ende der Saison 2016 stieg der Verein in die erste Liga auf auf. 2018 wechselte er zum Zweitligisten Tochigi SC. Für den Verein aus Utsunomiya absolvierte er 13 Zweitligaspiele. Im Februar 2021 unterschrieb er ein einen Vertrag beim Ligakonkurrenten Mito Hollyhock. Für den Verein aus Mito stand er zehnmal in der Zweiten Liga auf dem Spielfeld. Anfang August 2021 verpflichtete ihn der Drittligist Fujieda MYFC aus Fujieda. Am Ende der Saison 2022 feierte er mit dem Verein die Vizemeisterschaft und den Aufstieg in die zweite Liga. Nach dem Aufstieg verließ er den Verein und schloss sich dem Drittligisten SC Sagamihara an.

## Erfolge
Fujieda MYFC
- Japanischer Drittligavizemeister: 2022  ▲